# Cyclogramma maguanensis
Cyclogramma maguanensis är en kärrbräkenväxtart som beskrevs av Ren-Chang Ching och Shing. Cyclogramma maguanensis ingår i släktet Cyclogramma och familjen Thelypteridaceae. Inga underarter finns listade.